# Yalata (Marskrater)
Yalata ist ein 1988 registrierter Krater auf dem Mars mit einem Durchmesser von 4,74 Kilometer.
Benannt wurde der Krater nach dem lokalen Verwaltungsgebiet (LGA) Yalata im australischen Bundesstaat South Australia.